# HAT-P-11b
HAT-P-11b es un planeta extrasolar que orbita alrededor de la estrella HAT-P-11. El descubrimiento de este planeta se realizó a través del método de tránsito y fue presentado para su publicación el 2 de enero de 2009. Está situado a unos 123 años luz (38 pc) de distancia, en la constelación de Cygnus, y su estrella madre tiene una luminosidad de 10.ª magnitud, y pertenece al tipo espectral K. Fue el planeta más pequeño conocido en tránsito en el momento de su descubrimiento, con una masa de 26 veces mayor que la Tierra y un radio 4,58 veces mayor. Gira a una distancia similar a la de 51 Pegasi b alrededor de su estrella 51 Pegasi, típico de los planetas descubierto mediante el tránsito. Sin embargo, la órbita de este es bastante excéntrica, en torno a 0,198, inusualmente alto para un mundo del tipo Neptuno caliente. El sistema HAT-P-11 se encuentra en estos momentos dentro del campo visual de la nave espacial de la misión Kepler.
El 24 de septiembre de 2014, la NASA informó que HAT-P-11b es el primer exoplaneta del tamaño de Neptuno conocido por tener un ambiente relativamente libre de nubes. Para obtener la composición atmosférica del planeta, que dista a una distancia de unos 122 años luz, los investigadores de la Universidad de Maryland utilizaron una técnica conocida como espectrometría.